# 察哈爾省立農業專科學校
察哈尔省立农业专科学校是民国时期存在于张家口的一所高等院校。

## 历史沿革
1933年初，察哈尔省政府主席张励生创设该校，并于同年夏季招收农学、畜牧两学科学员。本年秋季，国民政府教育部督学顾照麟巡视华北教育现状后，认为该校的经费和科目都无法达到设立条件。1934年1月，察哈尔省教育厅遵照国民政府教育部指令，停办该校。
1934年4月，原属该校的畜牧科改设为察哈尔省立张北畜牧科职业学校；1949年，张北畜牧科职业学校改名为河北省张家口高级农业学校；1953年改名为张家口畜牧兽医学校；1958年改名为河北省张家口农学院；1960年改名为河北省张家口农业专科学校。2003年，并入河北北方学院。